# 1195
1195 (MCXCV) var ett normalår som började en söndag i den julianska kalendern.

## Händelser

### Okänt datum
- Magnus Minnisköld gifter sig med Ingrid Ylva (omkring detta år).
- Uppförandet av Saint-Étienne i Bourges inleds.

## Födda
- 23 november – Clemens IV, född Gui Faucoi, påve 1265–1268.
- Urban IV, född Jacques Pantaléon, påve 1261–1264.
- Antonius av Padua, franciskan, helgon.
- Alice av Champagne, Cyperns drottning och regent.

## Avlidna
- 24 juni – Albrekt den stolte, markgreve av Meissen sedan 1190.
- Knut Eriksson, kung av Sverige sedan 1167 (möjligen död detta eller troligare nästa år).
- Henrik Lejonet av Sachsen.
- Herrad av Landsberg, tysk författare, forskare och nunna.